# Жуку де Мижлок (Клуж)
Жуку де Мижлок (рум. Jucu de Mijloc) насеље је у Румунији у округу Клуж у општини Жуку. Oпштина се налази на надморској висини од 290 m.

## Становништво
Према подацима из 2002. године у насељу је живело 763 становника, од којих су сви румунске националности.